# Masanosuke Ono
Masanosuke Ono (en japonés: 小野正之助, Ono Masanosuke; 10 de febrero de 2004) es un deportista japonés que compite en lucha libre. Ganó una medalla de oro en el Campeonato Mundial de Lucha de 2024, en la categoría de 61 kg.

## Palmarés internacional
| Campeonato Mundial | Campeonato Mundial | Campeonato Mundial | Campeonato Mundial |
| Año                | Lugar              | Medalla            | Categoría          |
| ------------------ | ------------------ | ------------------ | ------------------ |
| 2024               | Tirana (Albania)   | Medalla de oro     | 61 kg              |